# Saint-Pavace
Saint-Pavace és un municipi francès situat al departament del Sarthe i a la regió de País del Loira. L'any 2007 tenia 1.847 habitants.

## Demografia

### Població
El 2007 la població de fet de Saint-Pavace era de 1.847 persones. Hi havia 682 famílies de les quals 84 eren unipersonals (32 homes vivint sols i 52 dones vivint soles), 295 parelles sense fills, 275 parelles amb fills i 28 famílies monoparentals amb fills.
La població ha evolucionat segons el següent gràfic:
Habitants censats

### Habitatges
El 2007 hi havia 703 habitatges, 680 eren l'habitatge principal de la família, 6 eren segones residències i 17 estaven desocupats. 702 eren cases i 1 era un apartament. Dels 680 habitatges principals, 619 estaven ocupats pels seus propietaris, 55 estaven llogats i ocupats pels llogaters i 6 estaven cedits a títol gratuït; 1 tenia una cambra, 8 en tenien dues, 25 en tenien tres, 133 en tenien quatre i 513 en tenien cinc o més. 618 habitatges disposaven pel capbaix d'una plaça de pàrquing. A 238 habitatges hi havia un automòbil i a 425 n'hi havia dos o més.

### Piràmide de població
La piràmide de població per edats i sexe el 2009 era:
| Homes | Edats   | Dones |
| ----- | ------- | ----- |
| 0     | 95 o +  | 0     |
| 0     | 90 a 94 | 4     |
| 4     | 85 a 89 | 4     |
| 0     | 80 a 84 | 0     |
| 24    | 75 a 79 | 16    |
| 24    | 70 a 74 | 48    |
| 44    | 65 a 69 | 20    |
| 32    | 60 a 64 | 32    |
| 36    | 55 a 59 | 44    |
| 76    | 50 a 54 | 92    |
| 136   | 45 a 49 | 104   |
| 56    | 40 a 44 | 72    |
| 88    | 35 a 39 | 76    |
| 16    | 30 a 34 | 60    |
| 20    | 25 a 29 | 16    |
| 52    | 20 a 24 | 36    |
| 76    | 15 a 19 | 104   |
| 60    | 10 a 14 | 108   |
| 68    | 5 a 9   | 76    |
| 32    | 0 a 4   | 32    |

## Economia
El 2007 la població en edat de treballar era de 1.247 persones, 869 eren actives i 378 eren inactives. De les 869 persones actives 827 estaven ocupades (430 homes i 397 dones) i 42 estaven aturades (16 homes i 26 dones). De les 378 persones inactives 161 estaven jubilades, 131 estaven estudiant i 86 estaven classificades com a «altres inactius».

### Ingressos
El 2009 a Saint-Pavace hi havia 676 unitats fiscals que integraven 1.884,5 persones, la mediana anual d'ingressos fiscals per persona era de 24.908 €.

### Activitats econòmiques
Dels 94 establiments que hi havia el 2007, 3 eren d'empreses alimentàries, 2 d'empreses de fabricació d'elements pel transport, 8 d'empreses de fabricació d'altres productes industrials, 22 d'empreses de construcció, 9 d'empreses de comerç i reparació d'automòbils, 2 d'empreses de transport, 3 d'empreses d'informació i comunicació, 10 d'empreses financeres, 15 d'empreses immobiliàries, 12 d'empreses de serveis, 5 d'entitats de l'administració pública i 3 d'empreses classificades com a «altres activitats de serveis».
Dels 20 establiments de servei als particulars que hi havia el 2009, 1 era una funerària, 2 tallers de reparació d'automòbils i de material agrícola, 3 paletes, 2 guixaires pintors, 5 fusteries, 3 lampisteries, 1 electricista, 1 empresa de construcció, 1 perruqueria i 1 agència immobiliària.
Dels 3 establiments comercials que hi havia el 2009, 1 era una fleca, 1 una botiga de roba i 1 una botiga de material esportiu.
L'any 2000 a Saint-Pavace hi havia 10 explotacions agrícoles que ocupaven un total de 152 hectàrees.

## Equipaments sanitaris i escolars
L'únic equipament sanitari que hi havia el 2009 era una farmàcia.
El 2009 hi havia una escola elemental.

## Poblacions més properes
El següent diagrama mostra les poblacions més properes.